# Montezumia soikai
Montezumia soikai är en stekelart som beskrevs av Willink 1982. Montezumia soikai ingår i släktet Montezumia och familjen Eumenidae. Inga underarter finns listade i Catalogue of Life.